# Über allen Gipfeln ist Ruh
Über allen Gipfeln ist Ruh, Untertitel Ein deutscher Dichtertag um 1980, ist eine Komödie von Thomas Bernhard. Die Idee zum Stück entstand 1979, ursprünglich sollte das Stück Später Ruhm heißen. Es wurde im Jahr 1981 fertiggestellt und im darauffolgenden Jahr auf den Ludwigsburger Festspielen uraufgeführt. Die österreichische Uraufführung folgte aufgrund Bernhards Verbot, seine Stücke in Österreich zu spielen, erst am 5. September 2002 im Theater an der Josefstadt.

## Handlung
Erste Szene
Frau Meister erzählt der Doktorandin Fräulein Werdenfels von den Leistungen und Würdigungen ihres Mannes als Verfasser einer Tetralogie, Archäologe, Forscher und Akademiker. Sie brüstet sich mit Verwandtschaften und Freundschaften zu hochgestellten Persönlichkeiten und einer anstehenden Preisverleihung. Währenddessen deckt sie gemeinsam mit der Doktorandin den Frühstückstisch.
Zweite Szene
Die Lobrede Frau Meisters setzt sich fort mit Betrachtungen des Werks ihres Mannes als Epiker und Lyriker. Dieser erscheint später auf der Szene, nachdem er sich mit seinen Bienenvölkern beschäftigt hat, die er ebenfalls erforscht: er habe nachgewiesen, dass Goethes Betrachtungen über die Bienen falsch seien.
Dritte Szene
Während des gemeinsamen Frühstücks erläutert Meister, dass er eigentlich zur Musik hingezogen war, sich aber dann mit der Literatur zur Schaffung statt zur Interpretation der Kunst entschlossen habe. Seine Frau gab ihre Karriere als „Klaviervirtuosin“ für die Ehe auf, da nur einer der Ehepartner sich ganz „der hohen Kunst widmen“ könne. Sie loben erneut das Werk Meisters, bis der Briefträger Smirnoff kommt und zum Tee eingeladen wird. Er bringt Berge von Post, unter anderem einen Brief aus Stockholm.
Vierte Szene
Meister erklärt den Krieg und den Tod als fundamentale Prägungen, anschließend wendet sich das Gespräch seiner „zweitausend Seiten umfassenden“ Tetralogie zu, welches „die ganze Kulturgeschichte“ verarbeitet. Die Doktorandin erkundigt sich vor allem zu zwei spezifischen Kapiteln, die Meister erläutert, sich dann aber zunehmend irritiert zeigt ob der Obsession auf nur zwei von insgesamt vierhundertundachtundzwanzig Kapiteln seines Werks. Die Doktorandin erklärt, dass sie zu diesen beiden Kapiteln promovieren will, die Ankunft eines Herrn von der Frankfurter Allgemeinen Zeitung unterbricht das Gespräch. 
Fünfte Szene
Nach kurzen Einlassungen über Reisen und Archäologie äußert sich Meister antisemitisch über das „Judenproblem“, die Juden als „Drahtzieher“, wenngleich die Judenvernichtung ein „großer Fehler“ gewesen sei, viele Juden hätten indessen „ihre Ausrottung direkt heraufbeschworen.“ Die Anwesenden widersprechen nicht. Das Gespräch wendet sich anschließend Reiseerlebnissen, hauptsächlich Krankheits- und Todesfällen auf Weltreisen und Expeditionen zu. 
Sechste Szene
Meister rekurriert auf die ihn prägenden Künstler und Wissenschaftler, die ihn zu seiner Tetralogie inspirierten, und lobt insbesondere Goethe. Er kündigt den Besuch seines Verlegers zum Abend an, dem er das Manuskript zwar nicht geben, aber einige Teile daraus vorlesen will. 
Siebte Szene
In der kurzen Szene monologisiert hauptsächlich Frau Meister über die Pläne, die nun nach Abschluss der Tetralogie verfolgt werden können, insbesondere Besuche, Reisen und Vorträge.
Achte Szene
Meister zeigt dem Redakteur und der Doktorandin einige kostbare Stücke seiner Sammlung und erzählt von der ersten, zufälligen Begegnung mit seinem Verleger, die den Erfolg seines Werks nach sich zog. 
Neunte Szene
Frau Meister erzählt dem Redakteur und der Doktorandin von ihrer Beziehung zu Meister, welcher ein Künstler „aus der Arbeiterklasse“ sei, was für sie als Spross einer wohlhabenden Familie schwierig war. Die gemeinsame Begeisterung für Kunst habe die Gegensätze überbrückt.
Zehnte Szene
Der Verleger verspricht Meister eine hohe Startauflage für die Tetralogie und versucht, ihn für zahlreiche Folgeprojekte wie Vorträge, Übersetzungen, Romane und Dramen zu gewinnen, Meister reagiert positiv, sagt aber nichts konkret zu, nur die abendliche Lesung aus der Tetralogie. 
Elfte Szene
Meister liest Passagen aus seiner Tetralogie vor: die Sätze wirken unzusammenhängend und nichtssagend. Wechsel zwischen Vorgelesenem und Kommentar sind nicht erkennbar. Am Ende applaudieren alle, der Verleger bezeichnet den Text als großartig.

## Aufführung und Rezeption
Die Uraufführung fand im Rahmen der Ludwigsburger Schlossfestspiele statt, die Kritik fiel gemischt aus. Das theaterkritische Echo auf diese Uraufführung sei „zum Großteil vernichtend“ gewesen. Michael Skasa beschrieb in der ZEIT das Stück als „literarisches Kabarett, eine Kicherpartie mit niedlichen Sottisen und am Ende dem großen Je nun“ und konstatierte, es wachse „aus einem Gruppenbild sanfter Idioten nicht notwendig die Komödie.“
Hellmuth Karasek griff im SPIEGEL die schlechte Kritik auf und widersprach. Tatsächlich habe „...ein Großteil der Kritik auf das »Gipfel«-Stück um den Großschriftsteller Moritz Meister auch unwirsch reagiert. Man habe zwar gelacht, aber das Stück sei platt, mache sich billig über den Kulturbetrieb lustig, treffe im übrigen auch noch eine Künstlerexistenz, die es so heute nicht mehr gebe.“ Er betrachtete das Stück als „...auf den ersten Blick eine (für Thomas Bernhards Verhältnisse) äußerst gutgelaunte Kulturbetriebs-Satire, mit Figuren, die rund und hohl wie Ludwig Thomas Spießerkarikaturen sind“ und mehr als nur eine „gutgeölte Parodie auf den wie geschmiert leerlaufenden Kulturbetrieb.“
Über zwanzig Jahre später folgte die österreichische Uraufführung, die wohlwollender besprochen wurde. Im Deutschlandfunk attestierte Maria Rennhofer dem Stück, „raffiniert und hinterhältig“ eine „Gesellschaft auf die Schaufel zu nehmen“, allenfalls die Bernhardschen Wiederholungen ließen die Substanz über die Dauer des Stücks gelegentlich dünn erscheinen.
Die spätere Interpretation des Stücks griff Aspekte auf, die nach dem Erscheinen zunächst wenig beachtet worden seien. So handle das Stück „...wie nebenbei von typischen Gewinnern der nationalsozialistischen »Arisierung« jüdischer Immobilien in Deutschland, da Moritz Meister in einem mondänen Haus residiert, das früher einmal einem jüdischen Autor gehörte. Der Schauplatz der Handlung entpuppt sich damit als nationalsozialistischer Tatort, an dem Meister eine – an Thomas Manns vierteiligen Roman Joseph und seine Brüder (1933–43) erinnernde – Tetralogie verfasst, bei deren Stoff es sich jedoch um ein dreistes Plagiat der Lebensgeschichte des vor 1945 enteigneten und ins Exil vertriebenen Juden und vormaligen Hauseigentümers Professor Stieglitz zu handeln scheint.“ 
Ziel der Bernhardschen Verachtung sei somit weniger der oberflächliche Kulturbetrieb, sondern die deutsche Verdrängung der NS-Geschichte und die „komplizenhafte Rolle der deutschen Kulturpolitik und gewisser, nicht näher benannter Autoren-Kollegen, die sich in diesem gesellschaftlichen Klima kritiklos feiern ließen.“
Zum neunzigsten Geburtstag Bernhards würdigte die Schauspielerin Traute Hoess das Stück insbesondere wegen seiner textlichen und theatralischen Qualitäten und Ansprüche: „Die Worte sollten wie eben erst von mir erfunden aus meinem Mund perlen, nebenbei wollte ich virtuos und millimetergenau den Frühstückstisch decken, als wäre es mein täglich Brot. Er hatte es komponiert wie ein Singspiel, ein Musikstück, etwas davon wegzulassen, hätte den Rhythmus verdorben. Diese Arbeit ist mir unvergesslich. Danke Thomas Bernhard. Sie fehlen.“

## Hörspielfassung
Eine Hörspielfassung wurde von RIAS Berlin unter der Regie von Kurt Hübner aufgenommen, die Erstsendung fand am 28. November 1983 statt.

## Ausgaben
Thomas Bernhard: Über allen Gipfeln ist Ruh. In: Stücke 3. Suhrkamp, Berlin 2011. ISBN 978-3-518-38044-4